# Serungkuk
Serungkuk is een bestuurslaag in het regentschap Lampung Barat van de provincie Lampung, Indonesië. Serungkuk telt 774 inwoners (volkstelling 2010).